# Villa Saphir
Die Villa Saphir ist ein historisches, denkmalgeschütztes Gebäude in Bergheim in der Graf-Otto-Straße 2 im Stadtteil Quadrath-Ichendorf im Rhein-Erft-Kreis in Nordrhein-Westfalen.
Die kurz nach 1902 erbaute Villa ist als Baudenkmal Bestandteil der Stadtgeschichte Bergheims.

## Baugeschichte und Architektur
Ihre Form erinnert an einen Edelstein, einen rechteckig geschliffenen Saphir. Das Gebäude diente ursprünglich als ehemaliger Verwaltungssitz des Schlosses und Gestütes Schlenderhan sowie als Wohnhaus des Gestütsmeisters.
Das eingeschossige verputzte Wohnhaus besitzt einen quadratischen Grundriss. Es wird heute von einem Walmdach gedeckt, besaß ursprünglich aber ein Obergeschoss ohne Dachaufbau, wodurch es einen turmartigen Eindruck erweckte. An der Nord- und Südseite befinden sich Mitteleingänge, die von zwei Fenstern in rundbogigen Feldern flankiert werden. Das Anwesen weist auf allen vier Seiten eine sehr symmetrische Gliederung auf. Im Inneren sind der Fußboden und die Treppe in originalem Zustand erhalten. Ebenso stammt die Anlage des Gartens mit mehreren Beeten und altem Baumbestand aus der Erbauungszeit.

## Heutige Nutzung
Im Jahr 2006 fand eine grundlegende Sanierung des Hauses wie auch des Gartens statt. Heute dient es wieder als Verwaltungssitz von Gestüt Schlenderhan und als Wohngebäude.